# Jakko Jakszyk
Michael „Jakko” Jakszyk (ur. jako Michael Lee Curran 8 czerwca 1958 w Londynie) – brytyjski muzyk, kompozytor, wokalista i producent muzyczny. Były członek zespołów The Lodge, 64 Spoons, Dizrhythmia i 21st Century Schizoid Band. Jako muzyk koncertowy współpracował z formacją Level 42. Od 2013 roku gra i jest głównym wokalistą w zespole rocka progresywnego King Crimson. Muzyk prowadzi także solową działalność artystyczną. Jakszyk współpracował ponadto m.in. z takimi wykonawcami jak: Steve Hackett, Chris de Burgh, Sam Brown, Cliff Richard czy Steven Wilson.
Jego żona, Amanda Giles, jest córką byłego perkusisty i wokalisty zespołu King Crimson – Michaela Gilesa.
Był jedynym członkiem 21st Century Schizoid Band, który występował w tym zespole przed okresem gry w King Crimson.

## Instrumentarium
- PRS P24 Custom Electric Guitar (gitara elektryczna)[5][6]
- Kemper Profiler Head (wzmacniacz)[6]
- PRS Stealth Cabinets (kolumna głośnikowa)[6]
- Line 6 Pod HD500X (multiefekt gitarowy)[6]

## Wybrana dyskografia
- Jakko – Silesia (1982, Chiswick Records)[7]
- Dizrhythmia – Dizrhythmia (1988, Antilles New Directions)[8]
- Tom Robinson and Jakko M. Jakszyk – We Never Had It So Good (1990, Attic)[9]
- Jakko – Mustard Gas And Roses (1994, Resurgence)[10]
- Jakko M. Jakszyk – The Road To Ballina (1997, Resurgence)[11]
- Jakko M. Jakszyk – The Bruised Romantic Glee Club (2006, Iceni)[12]
- Jakko Jakszyk, Robert Fripp and Mel Collins – A Scarcity Of Miracles (A King Crimson ProjeKct) (2011, Discipline Global Mobile)[13]